# Oreksinski receptor 2
Oreksinski receptor tip 2 (ili hipokretinski receptor tip 2), je protein koji je kod ljudi kodiran  genom.

## Funkcija
je G-protein spregnuti receptor koji je isključivo izražen u mozgu. On je 64% identičan s .  vezuje oreksin A i oreksin B neuropeptide.  učestvuje u centralnom povratnom mehanizmu koji reguliše unos hrane.

## Ligandi

### Agonisti
- Oreksin-A
- Oreksin-B

### Antagonisti
- Almoreksant - nespecifični 1/2 antagonist
- - nespecifični 1/2 antagonist
- - selektivni OX2 antagonist
- 1-(2,4-dibromofenil)-3-((4S,5S)-2,2-dimetil-4-fenil-[1,3]dioksan-5-il)urea (600 puta selektivniji za OX2 od OX1)[2]
- (3,4-dimetoksifenoksi)alkilamino acetamidi[3]

## Literatura
1. 1 2  „Entrez Gene: HCRTR2 hypocretin (orexin) receptor 2”.
2. ↑  McAtee, LC; Sutton, SW; Rudolph, DA; Li, X; Aluisio, LE; Phuong, VK; Dvorak, CA; Lovenberg, TW; Carruthers, NI (2004). „Novel substituted 4-phenyl-1,3dioxanes: potent and selective orexin receptor 2 (OX(2)R) antagonists”. Bioorganic & medicinal chemistry letters. 14 (16): 4225—9. PMID 15261275. doi:10.1016/j.bmcl.2004.06.032.
3. ↑  Cole, AG; Stroke, IL; Qin, LY; Hussain, Z; Simhadri, S; Brescia, MR; Waksmunski, FS; Strohl, B; Tellew, JE (2008). „Synthesis of (3,4-dimethoxyphenoxy)alkylamino acetamides as orexin-2 receptor antagonists”. Bioorganic & medicinal chemistry letters. 18 (20): 5420—3. PMID 18815029. doi:10.1016/j.bmcl.2008.09.038.

## Dodatna literatura
- Flier JS, Maratos-Flier E (1998). „Obesity and the hypothalamus: novel peptides for new pathways.”. Cell. 92 (4): 437—40. PMID 9491885. doi:10.1016/S0092-8674(00)80937-X.
- Willie JT, Chemelli RM, Sinton CM, Yanagisawa M (2001). „To eat or to sleep? Orexin in the regulation of feeding and wakefulness.”. Annu. Rev. Neurosci. 24: 429—58. PMID 11283317. doi:10.1146/annurev.neuro.24.1.429.
- Hungs M, Mignot E (2001). „Hypocretin/orexin, sleep and narcolepsy.”. Bioessays. 23 (5): 397—408. PMID 11340621. doi:10.1002/bies.1058.
- de Lecea L; Kilduff TS; Peyron C;  . (1998). „The hypocretins: hypothalamus-specific peptides with neuroexcitatory activity.”. Proc. Natl. Acad. Sci. U.S.A. 95 (1): 322—7. PMC 18213 . PMID 9419374. doi:10.1073/pnas.95.1.322.
- Sakurai T; Amemiya A; Ishii M;  . (1998). „Orexins and orexin receptors: a family of hypothalamic neuropeptides and G protein-coupled receptors that regulate feeding behavior.” (PDF). Cell. 92 (4): 573—85. PMID 9491897. doi:10.1016/S0092-8674(00)80949-6. Архивирано из оригинала (PDF) 11. 07. 2011. г. Приступљено 22. 04. 2011.
- Sakurai T; Amemiya A; Ishii M;  . (1998). „Orexins and orexin receptors: a family of hypothalamic neuropeptides and G protein-coupled receptors that regulate feeding behavior.”. Cell. 92 (5): 697. PMID 9527442. doi:10.1016/S0092-8674(02)09256-5.
- Peyron C; Faraco J; Rogers W;  . (2000). „A mutation in a case of early onset narcolepsy and a generalized absence of hypocretin peptides in human narcoleptic brains.”. Nat. Med. 6 (9): 991—7. PMID 10973318. doi:10.1038/79690.
- Wright GJ; Puklavec MJ; Willis AC;  . (2000). „Lymphoid/neuronal cell surface OX2 glycoprotein recognizes a novel receptor on macrophages implicated in the control of their function.”. Immunity. 13 (2): 233—42. PMID 10981966. doi:10.1016/S1074-7613(00)00023-6.
- Hartley JL, Temple GF, Brasch MA (2001). „DNA cloning using in vitro site-specific recombination.”. Genome Res. 10 (11): 1788—95. PMC 310948 . PMID 11076863. doi:10.1101/gr.143000.
- Mazzocchi G; Malendowicz LK; Gottardo L;  . (2001). „Orexin A stimulates cortisol secretion from human adrenocortical cells through activation of the adenylate cyclase-dependent signaling cascade.”. J. Clin. Endocrinol. Metab. 86 (2): 778—82. PMID 11158046. doi:10.1210/jc.86.2.778.
- Blanco M; López M; García-Caballero T;  . (2001). „Cellular localization of orexin receptors in human pituitary.”. J. Clin. Endocrinol. Metab. 86 (4): 1616—9. PMID 11297593. doi:10.1210/jc.86.4.1616.
- Blanco M; López M; GarcIa-Caballero T;  . (2001). „Cellular localization of orexin receptors in human pituitary.”. J. Clin. Endocrinol. Metab. 86 (7): 3444—7. PMID 11443222. doi:10.1210/jc.86.7.3444.
- Karteris E; Randeva HS; Grammatopoulos DK;  . (2001). „Expression and coupling characteristics of the CRH and orexin type 2 receptors in human fetal adrenals.”. J. Clin. Endocrinol. Metab. 86 (9): 4512—9. PMID 11549701. doi:10.1210/jc.86.9.4512.
- Randeva HS, Karteris E, Grammatopoulos D, Hillhouse EW (2001). „Expression of orexin-A and functional orexin type 2 receptors in the human adult adrenals: implications for adrenal function and energy homeostasis.”. J. Clin. Endocrinol. Metab. 86 (10): 4808—13. PMID 11600545. doi:10.1210/jc.86.10.4808.
- Olafsdóttir BR; Rye DB; Scammell TE;  . (2002). „Polymorphisms in hypocretin/orexin pathway genes and narcolepsy.”. Neurology. 57 (10): 1896—9. PMID 11723285.
- Blanco M; García-Caballero T; Fraga M;  . (2002). „Cellular localization of orexin receptors in human adrenal gland, adrenocortical adenomas and pheochromocytomas.”. Regul. Pept. 104 (1-3): 161—5. PMID 11830291. doi:10.1016/S0167-0115(01)00359-7.
- Strausberg RL; Feingold EA; Grouse LH;  . (2003). „Generation and initial analysis of more than 15,000 full-length human and mouse cDNA sequences.”. Proc. Natl. Acad. Sci. U.S.A. 99 (26): 16899—903. PMC 139241 . PMID 12477932. doi:10.1073/pnas.242603899.

## Spoljašnje veze
- „Orexin Receptors: OX2”. IUPHAR Database of Receptors and Ion Channels. International Union of Basic and Clinical Pharmacology. Архивирано из оригинала 23. 10. 2012. г.